# Kenyér vagy igazság
A Kenyér vagy igazság a Republic stúdióalbuma 2006-ból.
Egyik érdekessége a záródarab, az Egyszer mindenki itt lesz, amely valójában nem dal, hanem egy perc csend.

## Dalok
1. Csak játssz a szívemmel (Tóth Zoltán–Cipő)
2. Ahogy nyílik a kapu (Boros Csaba–Bódi László)
3. Csak Te vagy és én (Patai Tamás–Bódi László)
4. Tyereskova (Bódi László)
5. A legszebb álmaimban jársz (Boros Csaba–Bódi László)
6. A hátunk mögött a hó (Lili Marleen szívem) (Tóth Zoltán)
7. Légy aki vagy (Bódi László–Jánosi György verse)
8. Kóbor kutyák (Bódi László)
9. Esténként a tóban (Boros Csaba)
10. Ne fuss el és soha ne felelj (Tóth Zoltán–Bódi László)
11. Gagarin (Bódi László)
12. Egyszer mindenki itt lesz (…A csend beszél tovább…) (Tóth Zoltán)

## Közreműködtek
- Tóth Zoltán – Fender Telecaster gitár, A90 Roland Master keyboard, zongora, ének, vokál
- Patai Tamás – Fender Stratocaster, Music Man silhouette gitárok, akusztikus gitár, vokál
- Nagy László Attila – Gretch dobok, Roland TD20, ütőhangszerek
- Boros Csaba – Fender Aerodyne Jazz basszusgitár, ének, vokál
- „Cipő” – ének, zongora
- Szabó András – hegedű
- Halász Gábor – Aria Sandpiper akusztikus gitár
- „Brúnó” Mátthé László – csörgők, kolompok
- Cser György, Habarits „Éljen” Béla, Törőcsik Kristóf – vokál
- Rózsa István – tuba

## Videóklip
- Tyereskova

## Toplistás szereplése
Az album a Mahasz Top 40-es eladási listáján 14 héten át szerepelt, legjobb helyezése 7. volt. A 2006-os éves összesített listán az eladási példányszámok alapján 50. helyen végzett.